# Фонс (Уеска)
Фонс (ісп. Fonz) — муніципалітет в Іспанії, у складі автономної спільноти Арагон, у провінції Уеска. Населення — 1034 особи (2009).
Муніципалітет розташований на відстані близько 380 км на північний схід від Мадрида, 55 км на схід від Уески.
На території муніципалітету розташовані такі населені пункти: (дані про населення за 2009 рік)
- Кофіта: 164 особи
- Фонс: 871 особа

## Демографія
Динаміка населення (INE ):